# آندرانیک هاکوبیان
آندرانیک هاکوبیان (ارمنی: Անդրանիկ Հակոբյան؛ زادهٔ ۶ اکتبر ۱۹۸۱) بوکسور آماتور اهل ارمنستان است. او برندهٔ طلا و نقرهٔ مسابقات جهانی است و دو نوبت در مسابقهٔ المپیک حضور داشته‌است. هاکوبیان در دستهٔ میان‌وزن مسابقات قهرمانی بوکس آماتوری اروپا در سال ۲۰۰۹ در میلان به مدال نقره و در جام جهانی بوکس در سال ۲۰۰۸ در مسکو به مدال طلا دست یافت.